# Nom correct
En nomenclature botanique, le nom correct est le nom botanique qui doit être utilisé pour désigner un taxon. En d'autres termes, « le nom correct d'un taxon de délimitation, position et rang donnés est le nom légitime qui doit être adopté d'après les règles ».
Exemple : « Larix decidua Mill. (1768) » est le nom correct pour le mélèze commun. Le nom « Pinus larix L. (1753) » est un synonyme.
En nomenclature zoologique, l'expression « nom correct » n'est pas officielle. Le CINZ lui préfère le terme « nom valide ». 
En nomenclature botanique, l'expression « nom valide » est utilisée (de manière informelle) pour un nom publié valide. En d'autres termes, tous les noms botaniques ayant une existence aux yeux du code sont des noms valides, qu'ils soient légitimes (conformes aux règles du code) ou illégitimes (homonymes ou superflus). Plusieurs noms légitimes peuvent s'appliquer à un même taxon, mais seul le nom correct peut désigner ce dernier dans une classification donnée. Sauf en de rares exceptions, le nom correct est le plus ancien nom légitime concerné.